# 遠藤環 (プロデューサー)
遠藤 環（えんどう たまき、1951年 - ）は、日本の演出家、プロデューサー。元・TBSプロデューサー、一般社団法人日本映画テレビプロデューサー協会理事。2000年代の一時期は「えんたま」名義で活動していた。

## 来歴・人物
1951年東京都生まれ。1975年一橋大学卒、TBS（当時の東京放送、現・東京放送ホールディングス）に入社。制作局に配属されテレビドラマの演出を担当。演出は主に八木康夫や伊藤一尋プロデュースのドラマで担当していた。
昭和50年代にはバラエティ制作部門に異動していた時期があり、上司の山田修爾の下で『ザ・ベストテン』を担当した他、『ザ・チャンス!』『ぴったし カン・カン』等の1980年代を代表するTBSの人気バラエティ番組のディレクターも数多く担当した。
ドラマ制作部門に復帰後はプロデューサーも担当するようになり、『愛はどうだ』『ホームワーク』『Summer Snow』等の人気ドラマをプロデュースした。また、1993年放送の『徹底的に愛は…』では主題歌「今を抱きしめて」の楽曲プロデュースも担当している（YOSHIKIとの共同プロデュース）。
2011年TBSを定年退職。現在は講演会などで若手テレビマンの育成指導に当たっている。

## 過去の担当番組
バラエティ番組
- ザ・ベストテン（ディレクター）
- ぴったし カン・カン（ディレクター）
- ザ・チャンス!（ディレクター）
- うたばん（演出）
- Toki-kin急行 好きだよ!好きやねん（演出）

テレビドラマ
- 高原へいらっしゃい（第1期、演出）
- グッドバイ・ママ（演出）
- ムー一族（演出）
- 熱愛一家・LOVE（演出）
- 家路〜ママ・ドント・クライ（演出）
- 家路PART2（演出）
- うちの子にかぎって…（第2期以降、演出）
- 子供が見てるでしょ!（演出）
- お坊っチャマにはわかるまい!（演出・プロデューサー）
- ママはアイドル（演出）
- ぼくの姉キはパイロット!（演出）
- 若奥さまは腕まくり!（演出）
- 意外とシングルガール（プロデューサー）
- オイシーのが好き!（演出・プロデューサー）
- 想い出にかわるまで（演出・プロデューサー）
- 予備校ブギ（演出）
- クリスマス・イヴ（演出・プロデューサー）
- パパとなっちゃん（演出）
- あしたがあるから（プロデューサー）
- 愛はどうだ（演出・プロデューサー）
- ホームワーク（演出・プロデューサー）
- 愛するということ（演出）
- 徹底的に愛は…（演出・プロデューサー）※主題歌「今を抱きしめて」の楽曲プロデュースも担当
- アリよさらば（演出・プロデューサー）
- 家族A（演出・プロデューサー）
- 輝け隣太郎（演出・プロデューサー）
- 硝子のかけらたち（演出・プロデューサー）
- めぐり逢い（演出）
- ママチャリ刑事（演出）
- to Heart 〜恋して死にたい〜（演出）
- 美しい人（演出）
- Summer Snow（演出）
- ですよねぇ。（演出、「えんたま」名義で参加）

## 演劇
- 『エジソン郡の橋～天才発明家裏電説～』演出（2002年、シアターVアカサカ）

## 出演番組
- テレビがくれた夢（TBSチャンネル）遠藤環編　※山田修爾編にも出演